# Bernard Stanley Challen
Bernard Stanley Challen, britanski general, * 17. januar 1896, † 1965.